# 軟瀝青 (加利福尼亞州)
軟瀝青（英語：Maltha）是位於美國加利福尼亞州克恩縣的一個非建制地區。該地的面積和人口皆未知。

## 地理
軟瀝青的座標為35°25′17″N 118°59′50″W / 35.42139°N 118.99722°W，而該地的平均海拔高度為138米（即453英尺）。